# Kasteel Herry
Het Kasteel Herry (ook: Les Vignes Vierges of Kollekasteel) is een kasteel in de tot de gemeente Gent behorende plaats Mariakerke, gelegen aan de Groenestaakstraat 66.

## Geschiedenis
Omstreeks 1830 werd hier een kasteel gebouwd in opdracht van Gust Herry-Vispoel. Omstreeks 1880 werd het herbouwd, mogelijk naar ontwerp van Joseph Schadde. Ook in 1905 vond een verbouwing plaats.
In 1956 werd het omgrachte park verkaveld. Vanaf 1969 werd het kasteel een ontmoetingscentrum onder de naam: Kollekasteel. De grachten werden toen gedempt.
Het is een bakstenen gebouw van twee bouwlagen met mansardedak en erker.